# Yomif Kejelcha
Yomif Kejelcha (ur. 1 sierpnia 1997) – etiopski lekkoatleta specjalizujący się w biegach długodystansowych.
W 2013 został mistrzem świata juniorów młodszych w biegu na 3000 metrów. Rok później w Eugene stanął na najwyższym stopniu podium juniorskich mistrzostw świata na dystansie 5000 metrów oraz triumfował podczas igrzysk olimpijskich młodzieży w Nankin. W 2015 był czwarty na dystansie 5000 metrów podczas mistrzostw świata w Pekinie. Halowy mistrz świata w biegu na 3000 metrów (2016, 2018). W 2019 zdobył srebro w biegu na 10 000 metrów podczas mistrzostw świata w Dosze. W 2021 roku zadebiutował na igrzyskach olimpijskich, gdzie zajął 8. miejsce w biegu na 10 000 metrów.

## Osiągnięcia
| Rok  | Impreza                                | Miejsce     | Konkurencja           | Pozycja    | Wynik    |
| ---- | -------------------------------------- | ----------- | --------------------- | ---------- | -------- |
| 2013 | Mistrzostwa świata juniorów młodszych  | Donieck     | Bieg na 3000 metrów   | 1. miejsce | 7:53,56  |
| 2014 | Młodzieżowe igrzyska afrykańskie       | Gaborone    | Bieg na 3000 metrów   | 1. miejsce | 7:56,51  |
| 2014 | Mistrzostwa świata juniorów            | Eugene      | Bieg na 5000 metrów   | 1. miejsce | 13:25,19 |
| 2014 | Igrzyska olimpijskie młodzieży         | Nankin      | Bieg na 3000 metrów   | 1. miejsce | 7:56,20  |
| 2015 | Mistrzostwa Afryki juniorów            | Addis Abeba | Bieg na 5000 metrów   | 1. miejsce | 14:31,03 |
| 2015 | Mistrzostwa świata                     | Pekin       | Bieg na 5000 metrów   | 4. miejsce | 13:52,43 |
| 2016 | Halowe mistrzostwa świata              | Portland    | Bieg na 3000 metrów   | 1. miejsce | 7:57,21  |
| 2017 | Mistrzostwa świata                     | Londyn      | Bieg na 5000 metrów   | 4. miejsce | 13:33,51 |
| 2018 | Halowe mistrzostwa świata              | Birmingham  | Bieg na 3000 metrów   | 1. miejsce | 8:14,41  |
| 2019 | Mistrzostwa świata                     | Doha        | bieg na 10 000 metrów | 2. miejsce | 26:49,34 |
| 2021 | Igrzyska olimpijskie                   | Tokio       | bieg na 10 000 metrów | 8. miejsce | 27:52,03 |
| 2022 | Mistrzostwa świata                     | Eugene      | bieg na 5000 metrów   | 8. miejsce | 13:12,09 |
| 2023 | Mistrzostwa świata                     | Budapeszt   | bieg na 5000 metrów   | 5. miejsce | 13:12,51 |
| 2023 | Mistrzostwa świata w biegach ulicznych | Ryga        | bieg na 5 kilometrów  | 2. miejsce | 13:02    |
| 2024 | Igrzyska olimpijskie                   | Paryż       | bieg na 10 000 metrów | 6. miejsce | 26:44,02 |

## Rekordy życiowe
- bieg na 1500 metrów – 3:32,59 (4 września 2018, Zagrzeb)
- bieg na 1500 metrów (hala) – 3:31,25+ (3 marca 2019, Boston) 4. wynik w historii światowej lekkoatletyki
- bieg na milę (hala) – 3:47,01 (3 marca 2019, Boston) rekord świata
- bieg na 2000 metrów (hala) – 4:57,74 (28 lutego 2014, Metz)
- bieg na 3000 metrów – 7:23,64 (17 września 2023, Eugene) rekord Etiopii, 4. wynik w historii światowej lekkoatletyki
- bieg na 3000 metrów (hala) – 7:38,67 (3 lutego 2018, Karlsruhe)
- bieg na 5000 metrów – 12:38,95 (30 maja 2024, Oslo) 4. wynik w historii światowej lekkoatletyki
- bieg na 10 000 metrów – 26:31,01 (14 czerwca 2024, Nerja) 7. wynik w historii światowej lekkoatletyki
- bieg na 10 kilometrów – 26:31 (16 lutego 2025, Castellon) rekord Etiopii, 2. wynik w historii światowej lekkoatletyki
- półmaraton – 57:30 (27 października 2024, Walencja) były rekord świata, rekord Etiopii, 2. wynik w historii światowej lekkoatletyki